# Santa Maria (træ)
 For alternative betydninger, se Santa Maria. (Se også artikler, som begynder med Santa Maria)
Santa Maria (latin: Calophyllum brasiliense Camb), også kaldet Zapatero eller Mascarey, er en tung og medium-hård træsort, som vokser i Mellem- og Sydamerikas regnskove. Den er medlem af plantefamilien Clusiaceae.
Santa Maria vokser i områder i det sydlige Mexico, i Mellemamerika, på Antillerne og i det nordøstlige Sydamerika i Ecuador, Colombia, Venezuela, Guyana, det vestlige Brasilien, Bolivia og Peru. I Honduras vokser den særligt i de våde, tropiske skove i Atlántida, Yoro, Colon, Cortes og Gracias a Dios.

## Udvinding i Honduras
I Honduras distribueres træet blandt andet af skov-kooperativet COATLAHL, som ligger i bjergkæden Nombre de Dios på Honduras’ Østkyst. Træet udvindes fra skovområder placeret i zoner der støder op til tre sammenhængende beskyttede områder i bjergkæden: Pico Bonito Nationalparken, Nombre de Dios Nationalparken og Texiguat Vildtreservatet. Skovene er FSC-mærkede, hvilket vil sige, at der ikke fældes mere træ end skoven kan nå at reproducere, og at skoven ikke tager skade af fældningen.
Den udvinding, der her udføres af de lokale samfund, er rudimentær, hvorfor påvirkning af biodiversitet, jord, vand og naturskønhed er minimal. Træet saves i blokke i skoven og bæres siden ud af skove ved hjælp af muldyr, floder eller menneskekraft. Kooperativet samarbejder med den danske miljøorganisation Verdens Skove, som støtter kooperativer i området i deres skovforvaltning og forarbejdning og salg af træprodukter. Ifølge Verdens Skove er samarbejdet et forsøg på at give regnskoven værdi, og dermed skabe incitament til dens bevarelse, og desuden skabe bedre levevilkår for områdets beboere.

## Egenskaber
Santa Maria har en lys, kastanje-rød farve, en gylden overflade og en medium til grov tekstur med en interlocked grain, og med tydelige årer som effekt af træets fibre og kar. Det er uden smag og lugt.
Med en middeldensitet på 560 kg/m3 er Santa Maria en tungt og middel-hård (Janka 502 kg) træart. Bevægelighed (4.48 %) og elasticitet (107200 kg/cm2) er medium.
Træet er i nogen grad svært at tørre, enten naturligt eller ved ovn-tørring, da det tørrer langsomt og med risiko for moderate defekter, særligt revner og vrid. For at undgå disse defekter under tørring, anbefales det at tørre træet indendørs og med brug af vægte.
Veddet er i nogen grad modstandsdygtigt over for svampeangreb, ligesom det i nogen grad er modtagelig for termitter.
Træet er nemt at save i og bearbejde med håndværktøj. Det er udmærket til drejearbejde og til at bore huller i, forme og slibe. Huller til søm skal bores på forhånd. Træets finish kan blive meget flot efter tre eller flere lag overfladebehandling. Pga. træets naturligt smukke farve, anbefales en gennemsigtig overfladebehandling.

## Anvendelse
Santa Maria er velegnet til flere formål, blandt andet alle former for møbelproduktion, døre, vinduer, dekorativ finering, kasser og andet snedkerarbejde, såvel som gulvbelægning, trapper og generel konstruktion. Pga. træets moderate bevægelighed er kun kvarte brædder og mindre dimensioner af større paneler passende anvendelse.
Kooperativet COATLAHL fremstiller en stribe produkter af Santa Maria, blandt andet køkkenudstyr som skærebrædder, bakker og bordskånere, samt møbler.
I Danmark har designer Steen Higham arbejdet med Santa Maria træ i det store vægobjekt fra kollektionen AIX Objects, som han lavede til Venice Design Biennale 2017. Her kombinerede han Santa Maria med en anden træsort, også udvundet fra Honduras’ regnskove, kaldet Rosita. Projektet blev udført i samarbejde med Verdens Skove, COATAHL og FSC Danmark ud fra et ønske om at aktivere Honduras’ uudnyttede ressourcer på en forsvarlig og bæredygtig måde.

## Eksterne Links
- Steen Higham på Statens Værksteder for Kunst
- AIX Objects (Webside ikke længere tilgængelig)

| Portal | Portal:Bagom Kunst og Design - metoder og materialer |